# Айтварас
Айтварас (лит. Aitvaras), а також Атварас, Дамавікас, Гаусінеліс, Коклікас, Пукіс, Жалтвікшас та інші — в литовській міфології летючий дух у вигляді вогняного змія, дракона, а іноді чорної ворони, чаплі, чорного або вогняного півня, рідше кішки.

## Походження імені
За однією з версій слово Айтварас походить від aiti — бродяга, верткий, шибеник і varas — дуже швидкий рух. За іншою версією, ім'я пов'язане зі словом aitauti — тихий, спокійний, але ця версія менш поширена. Етимологія може бути пов'язана і з іранським pativāra, як і пол. poczwara — злий дух, кошмар.
Поряд з іншими литовськими богами Айтвараса згадує вже в XVI столітті Мартінас Мажвідас. У латиській міфології Айтварасу відповідає Пуке, а в слов'янській міфології він близький до «Вогненного Змія».

## Легенди та повір'я
Легенди про Айтвараса дуже суперечливі. Так, наприклад, вважається, що Айтварас приносить людям багатство, а також молоко, мед та інші речі. Його улюблене заняття — заплітати коням гриву, насилати людям кошмари.
З іншого боку, Айтварас вважається покровителем сільського господарства, оскільки пов'язаний з ґрунтом та посилає дощі.
Архаїчні міфи зображують Айтвараса вогненним змієм, який має дар затримання води, що викликає посухи. За легендами, після бою з Перкунасом змій втрачає воду — багато озер та боліт з'явилися після повернення пораненим змієм випитої води.
Айтвараса може відняти у жодібного гроші та цінності, а щедру людину, навпаки, обдарувати незчисленними багатствами. Наприклад, біднякам, які віддають йому останній шматок хліба, він все домашнє начиння перетворює в золото. І навпаки, у тих, хто набиває лише свої кишені, гроші перетворюються в гній.
Отримати Айтвараса можна двома способами: або продавши дияволу душу, або вивести самому. За повір'ями, для цього потрібно 7 років тримати в будинку чорного півня, поки він не знесе перетягнуте посередині яйце. Яйце півень повинен висидіти сам, і тоді з нього вилупитися вогненний дракон Айтварас. Він приносить господареві багатство та дари, крадучи їх у сусідів та харчується лише яєчнею. Вважається, що господиня в домі, де живе Айтварас, буде постійно хворіти.
Позбутися Айтвараса можна лише з великими труднощами: вважається, що його вбивство викликає пожежу.

## Згадки в мистецтві
- В оригінальній литовської версії фільму «Ніхто не хотів помирати» «Айтварас» — псевдонім командира лісових братів «святого» Юозапаса.
- У серії книг І. Волинської та К. Кащеєва про Ірку Хортицю фігурує Айтварас — Дракон вод, тисячоголовий дракон, царевич Полоз, молодший син Табіті Змієногої, який стає улюбленим головної героїні.